# Gustav Vahlberg
Gustav Edvin Vahlberg, född 16 oktober 1906 i Kroppa församling, Värmlands län, död 4 juli 1986 i Sankt Görans församling, Stockholm, var en svensk fackföreningsman och generaldirektör.
Vahlberg var järnbruksarbetare 1924–32 och studerade vid Brunnsviks folkhögskola 1925–26 och 1929–30 samt vid LO-skolan 1930. Han var styrelseledamot i Svenska metallindustriarbetareförbundet 1932–38, ombudsman där 1932–36 och 2:e ordförande 1936–38. Han blev 2:e sekreterare i LO 1938, 1:e sekreterare 1941 och 2:e ordförande 1946–48. Han var generaldirektör och chef för Arbetsmarknadsstyrelsen 1948–57 samt generaldirektör för Väg och vattenbyggnadsverket/Statens vägverk 1957–71. 
Vahlberg var expert på ILO-konferensen i Genève 1938–39, ledamot av Förenta nationernas generalförsamling 1947, delegat för internationellt socialpolitiskt samarbete 1947–57, Arbetsmarknadskommissionen 1940–46, beredningen för utländsk arbetskraft 1946, Industrikommissionen 1946, Priskontrollnämndens råd 1947–48, ordförande i Statens nämnd för partiellt arbetsföra 1956-60 och direktionen för Statens Väginstitut från 1957.